# Zvěstovit
Zvěstovit, s úplným označením zvěstovit-(Zn), chemický vzorec Ag6(Ag4Zn2)As4S12S, je krychlový minerál ze skupiny tetraedritu. Název je odvozen ze jména typové lokality, tedy naleziště vzorku, ve kterém byl objeven a poprvé popsán, tj. od obce Zvěstova v okrese Benešov ve Středočeském kraji.
Poprvé byl nalezen v r. 2019, oficiálně uznaný Mezinárodní mineralogickou asociací v r. 2020.

## Původ
Vzorek se zvěstovitem-(Zn) byl nalezen na malé částečně odkryté haldě po těžbě z ložiska stříbronosných polymetalických rud z vrchu Stříbrnice u Zvěstova. Zvěstovit-(Zn) byl na vzorku následně objeven v laboratořích Národního muzea v Praze – Horních Počernicích za pomoci elektronové mikrosondy, kterou se stanovuje chemické složení jednotlivých minerálů.
Zvěstovit pochází z křemen-barytová žiloviny vzniklé hydrotermální mineralizací s polymetalickým zrudněním.

## Morfologie
Zvěstovit-(Zn) se vyskytuje jako drobná (do 100 mikrometrů) extrémně vzácná anedrická (nepravidelná, bez zjevných rovinných stěn) zrna lemovaná sulfidem stříbra akantitem.

## Vlastnosti

### Fyzikální vlastnosti
Mechanické:
- Tvrdost 3,5 – 4,
- Hustota 5,16 g/cm³

Optické:
- Barva: šedá se zelenkavým nádechem
- Lesk: kovový
- Průhlednost: opakní

### Chemické vlastnosti
Složení (ideální): Ag 56,01 %, Zn 6,79 %, As 15,56 %, S 21,64 %. Toto složení se však může v přírodě do určité míry lišit.

## Podobné minerály
Zvěstovit-(Zn) je jediným dosud známým a uznaným minerálem podskupiny zvěstovitu.
Příbuznou podskupinou, která se liší nahrazením arsenu antimonem, je podskupina rozhdestvenskayaitu. Jemu blízké jsou pak argentotetrahedrit-(Fe) a kenoargentotetrahedrit-(Fe), uznaní zástupci podskupiny freibergitu.
Na Stříbrnici u Zvěstova (a dalších 2 lokalitách) byly nalezeny vzorky nově (r. 2022) objeveného argentotetraedritu-(Zn), ideální chemický vzorec je Ag6(Cu4Zn2)Sb4S13, také ze skupiny tetraedritu.

## Naleziště
- Česko – Zvěstov (jediné známé naleziště)[1][4]